# アラン・シュミット
アラン・シュミット（Alain Schmitt 1983年11月2日- ）はフランスのフォルバック出身の柔道選手。階級は81kg級。身長176cm。

## 人物
2002年のヨーロッパジュニア73kg級で2位となった。2005年に階級を81kg級に上げると、2006年に地元パリで開催された世界団体で3位となった。続く世界学生でも3位だった。しかし、2008年の北京オリンピックには出場できなかった。2011年にパリで開催された世界選手権では4回戦で敗れた。2012年のロンドンオリンピックには出場を果たすが、3回戦で敗れた。2013年の世界選手権では3位になった。その後引退してコーチになった。

## トラブル
2021年11月にシュミットは、ル・ブラン＝メニルの柔道クラブでマドレーヌ・マロンガとともに指導していた恋人のマルゴー・ピノと口論の末に何度も顔面を殴打して、絞め技も試みたが、逃げられたという。酩酊状態だったシュミットは逮捕されたものの、証拠不十分としてすぐに釈放された。シュミットはイスラエルの女子ナショナルチームコーチに就任する予定になっていたが、この1件でコーチの契約を破棄された。2022年にはブルガリアナショナルチームのコーチに就任した。

## 主な戦績
73kg級での戦績
- 2002年 - ヨーロッパジュニア　2位
- 2003年 - グルジア国際　3位
- 2004年 - グルジア国際　3位

81kg級での戦績
- 2005年 - ヨーロッパ選手権　3位
- 2006年 - オーストリア国際　2位
- 2006年 - 世界団体　3位
- 2006年 - 世界学生　3位
- 2007年 - ポーランド国際　優勝
- 2008年 - フランス国際　3位
- 2010年 - ベルギー国際　3位
- 2010年 - ワールドカップ・ローマ　2位
- 2010年 - グランプリ・ロッテルダム　5位
- 2011年 - グランドスラム・パリ　3位
- 2011年 - ワールドカップ・ブダペスト　2位
- 2011年 - ワールドカップ・ワルシャワ　3位
- 2011年 - ヨーロッパ選手権　5位
- 2011年 - グランプリ・アムステルダム　優勝
- 2011年 - グランプリ・青島　2位
- 2012年 - ワールドマスターズ　5位
- 2012年 - グランプリ・デュッセルドルフ　2位
- 2012年 - ワールドカップ・リスボン　優勝
- 2012年 - グランドスラム・東京　5位
- 2013年 - グランドスラム・バクー　2位
- 2013年 - 世界選手権　3位